# Белое озеро (Нижегородская область)
Белое озеро — бывшее пресноводное озеро в Нижегородской области Российской Федерации, исчезнувшее в 2005 году.

## Характеристики
Озеро имело диаметр около 60 метров и находилось примерно в 300 метрах от деревни Болотниково в Вачском районе. Урез воды водоёма располагался на высоте 128 м над уровнем моря.

## История
В 1600 году на этом месте была церковь, которая ушла в землю в один день.
В мае 2005 года, ночью, озеро исчезло по неизвестным причинам. Изначально предполагалось, что оно могло сойти в подземную реку или в систему пещер из-за оседания (обвала). На месте озера образовалась огромная воронка, превышающая размеры озера. На дне воронки можно было увидеть поваленные деревья и местами болотистую почву. В июне 2005 года провал на месте бывшего озера был исследован геологами [кто?]. Было выяснено, что водоём объёмом около 1 млн м³ ушёл по подземным пустотам возрастом 200 миллионов лет на глубину 100 м. За семьдесят лет до исчезновения озера несколько домов были разрушены при аналогичных обстоятельствах. Позднее карстовая воронка неоднократно наполнялась водой, что приводило к частичному восстановлению озера.